# 日本艾达蛤
日本艾达蛤（学名：Idasola japonica），又名日本埃达蛤，为贻贝科艾达蛤属的动物。分布于日本，包括东海等海域，属于暖水性种。其仅见于潮下带、栖息于低潮线下较深的水域以及底质为软泥。该物种的模式产地在日本。